# Крістешть (Холбока, Ясси)
Крістешть, Крістешти (рум. Cristești) — село в комуні Холбока у повіті Ясси, Західна Молдова, Румунія.
Село розташоване на відстані 328 км на північ від Бухареста, 10 км на схід від Ясс.
Знаходиться приблизно за 15 кілометрів на схід від центру Ясс та за 8 кілометрів на захід від невеликого прикордонного села Унгень, або Румунські Унгени. Єдиним репрезентативним пунктом цього села є залізничний вокзал Крістешти, сортувальна станція румунської залізниці.

## Населення
За даними перепису населення 2002 року у селі проживали 599 осіб, з них 597 осіб (99,7%) румунів. Усі жителі села рідною мовою назвали румунську.